# Wspólnota administracyjna Diespeck
Wspólnota administracyjna Diespeck – wspólnota administracyjna (niem. Verwaltungsgemeinschaft) w Niemczech, w kraju związkowym Bawaria, w rejencji Środkowa Frankonia, w regionie Westmittelfranken, w powiecie Neustadt an der Aisch-Bad Windsheim. Siedziba wspólnoty znajduje się w miejscowości Diespeck, a przewodniczącym jej jest Helmut Roch.
We wspólnocie zrzeszona jest jedna gmina targowa (Markt) oraz trzy gminy wiejskie (Gemeinde): 
- Baudenbach; gmina targowa, 1.193 mieszkańców, 22,09 km²
- Diespeck; 3.669 mieszkańców, 20,99 km²
- Gutenstetten; 1.414 mieszkańców, 21,37 km²
- Münchsteinach; 1.476 mieszkańców, 29,47 km²